# Nienasycenie (film)
Nienasycenie – polski dramat filmowy z 2003 roku w reżyserii Wiktora Grodeckiego. Zdjęcia powstały w Wilnie w Lithuanian Film Studio od 27 grudnia 2002 do 7 lutego 2003. Scenariusz filmu oparty został na książce pod tym samym tytułem, napisanej przez Stanisława Ignacego Witkiewicza.

## Obsada aktorska
- Cezary Pazura − 3 role: Erazm Kocmołuchowicz, ojciec "Zypcia", kompozytor Putrycydes Tengier
- Katarzyna Gniewkowska − Ticonderoga Irina Wsiewołodowna, księżna
- Michał Lewandowski − Kapen Genezyp de Vahaz "Zypcio"
- Weronika Marczuk-Pazura − Zwierżontkowskaja Persy
- Arkadiusz Jakubik − 2 role: pisarz Sturfan Abnol, mandaryn Wang
- Leon Niemczyk − mąż księżnej Iriny
- Mikołaj Krawczyk − Scampi, syn księżnej Iriny
- Ewa Decówna − matka "Zypcia"
- Marcin Dorociński − gen. Niehyd-Ochluj
- Krzysztof Szczerbiński − Chińczyk
- Eugeniusz Priwieziencew − nacjonalista
- Marcin Wiercichowski − adiutant Kocmołuchowicza
- Bogusław Semotiuk − prof. Bechmetjew
- Marek Kasprzyk − Michalski
- Wojciech Malajkat − płk. Michał Węborek
- Olaf Lubaszenko − narrator

## Ścieżka dźwiękowa
Muzyka do filmu Wiktora Grodeckiego Nienasycenie - ścieżkę dźwiękową skomponował Leszek Możdżer. Nagrania ukazały się 22 listopada 2003 roku nakładem wytwórni muzycznej EMI Music Poland.
Lista utworów
1. "Nienasycenie"
2. "Genezyp Kapen Nie Znosić Niewoli W żadnej Formie"
3. "Konieczność W Dowolności"
4. "Nowy Świat Autoerotycznych Perwersji"
5. "Szczęśliwa Maszyna (Absolutne Niedopasowanie Człowieka Do Funkcji Istnienia)"
6. "Główna Rzecz W Życiu to Się Nie Przeczekać"
7. "Oddawanie Honorów W Ubikacji Laksatywnej Jest Wzbronione"
8. "Daj Mi Cel a Będę Wielkim (Prawdziwa Wielkość Sama Sobie Cel Znajduje)"
9. "Tango Nienasycenie"
10. "Naród Może Być Normalnym Durniem, Byle Tylko Chciał Siły"
11. "Mam to W Pierdofonie"
12. "Emanacja Tłumu"
13. "Istnienie Nie Prześwietlone Głęboką Metafizyką Jest Czymś Zasadniczo Pospolitym"
14. "Życie Składa Się Z Małych Przyjemności I Do Potworności Natężonych Męk"
15. "Niby Nic a Jednak Zwisa Jej Cyc"
16. "Wielkość Jest Tylko W Perwersji"
17. "Złe Ziele"
18. "Tylko W Kłamstwie I Nienasyceniu Jest Istota Wszystkich Uczuć"
19. "Escrime"
20. "Wierzysz W Boga?"
21. "Trzecia Klasa Wtajemniczeń (Jedynie Dla Wyższych Inteligencji, Począwszy Od Chorążego)"
22. "Marne, Demokratyczne Kłamstwo"
23. "I Koncert Tengiera"
24. "II Koncert Tengiera"
25. "III Koncert Tengiera"
26. "IV Koncert Tengiera"
27. "V Koncert Tengiera"
28. "Wszędzie Wasze Mordy, a Nigdzie Mordy Bratniej"
29. "Musimy Się Zatopić W Miłości"
30. "Szkoda, Że Nie Jestem Pedzio"
31. "Mandaryn Wang (Pierwszej Kategorii)"
32. "Polski Dworek"
33. "Jak Tu Robić Kryształy Z Gówna"
34. "Walc Nienasycenie"
35. "Epilog"